# Quá cảnh mặt trời

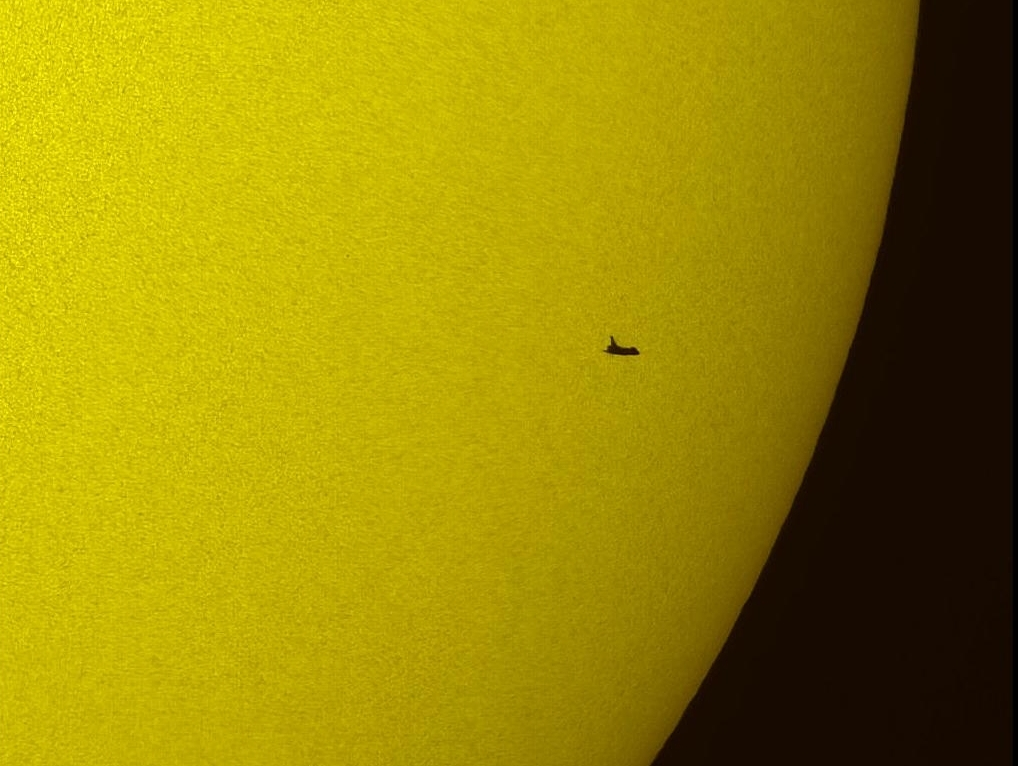
Một hình ảnh của tàu con thoi Atlantis khi nó đi qua Mặt trời

Trong thiên văn học, quá cảnh mặt trời là một chuyển động của bất kỳ vật thể nào đi qua giữa Mặt trời và Trái đất. Điều này chủ yếu bao gồm các hành tinh Sao Thủy và Sao Kim. Nhật thực cũng là quá cảnh mặt trời của Mặt trăng, nhưng về mặt kỹ thuật chỉ khi nó không bao phủ toàn bộ đĩa Mặt trời (nhật thực hình khuyên), vì "quá cảnh" chỉ áp dụng cho các vật thể nhỏ hơn những gì chúng đi qua phía trước. Quá cảnh mặt trời chỉ là một trong một số các loại quá cảnh thiên thể.
Quá cảnh mặt trời cũng xảy ra với các vệ tinh thông tin, đi qua phía trước Mặt trời trong vài phút mỗi ngày trong vài ngày liên tục trong nhiều tháng xung quanh điểm phân, ngày chính xác tùy thuộc vào vị trí của vệ tinh trên bầu trời so với trạm trái đất của nó. Bởi vì Mặt trời cũng tạo ra rất nhiều bức xạ vi sóng ngoài ánh sáng mặt trời, nó lấn át các tín hiệu vô tuyến vi sóng đến từ các bộ tiếp sóng của vệ tinh. Sự can thiệp điện từ khổng lồ này gây ra sự gián đoạn trong các dịch vụ vệ tinh cố định sử dụng các đĩa vệ tinh, bao gồm mạng TV và mạng vô tuyến, cũng như VSAT và DBS.
Chỉ có các đường xuống từ vệ tinh bị ảnh hưởng, các đường lên từ Trái đất thường không như vậy, vì hành tinh này " che phủ" trạm Trái đất khi nhìn từ vệ tinh. Vệ tinh trong quỹ đạo không đồng bộ bị ảnh hưởng bất thường dựa trên độ nghiêng của chúng. Việc tiếp nhận từ các vệ tinh trong các quỹ đạo khác thường xuyên nhưng chỉ bị ảnh hưởng trong giây lát và do bản chất của chúng, tín hiệu tương tự thường được lặp lại hoặc chuyển tiếp trên một vệ tinh khác, nếu một đĩa theo dõi được sử dụng. Đài phát thanh vệ tinh và các dịch vụ khác như GPS không bị ảnh hưởng, vì chúng không sử dụng đĩa nhận, và do đó không tập trung nhiễu (GPS và một số hệ thống vô tuyến vệ tinh nhất định sử dụng các vệ tinh không đồng bộ địa kỹ thuật).
Quá cảnh mặt trời bắt đầu chỉ với một sự suy giảm ngắn gọn về chất lượng tín hiệu trong một vài phút. Đồng thời mỗi ngày, trong vài ngày tiếp theo, nó sẽ dài hơn và trở nên tồi tệ hơn, cho đến khi cuối cùng dần dần cải thiện sau vài ngày nữa. Đối với các dịch vụ vệ tinh kỹ thuật số, hiệu ứng vách đá sẽ loại bỏ hoàn toàn việc tiếp nhận ở một ngưỡng nhất định. Việc tiếp nhận thường bị mất chỉ trong vài phút vào ngày tồi tệ nhất, nhưng độ rộng chùm của đĩa có thể ảnh hưởng đến điều này. Cường độ tín hiệu cũng ảnh hưởng đến điều này, cũng như băng thông của tín hiệu. Nếu công suất tập trung thành một dải hẹp hơn, có tỷ số tín hiệu cực đại trên nhiễu cao hơn. Nếu tín hiệu tương tự được lan truyền rộng hơn, máy thu cũng bị nhiễu lớn hơn, thu tín hiệu giảm.
Ngày và thời gian chính xác của sự cố quá cảnh mặt trời, đối với từng vệ tinh và cho từng điểm tiếp nhận (trạm Trái đất) trên Trái đất, có sẵn tại các trang web khác nhau. Đối với các mạng phát sóng, nguồn cấp dữ liệu mạng phải được ghi lại trước, thay thế bằng lập trình cục bộ, được cung cấp qua một vệ tinh khác ở vị trí quỹ đạo khác hoặc được cung cấp thông qua phương pháp khác hoàn toàn trong những khoảng thời gian này.
Ở Bắc bán cầu, quá cảnh mặt trời thường vào đầu tháng ba và tháng mười. Ở Nam bán cầu, quá cảnh mặt trời thường vào đầu tháng 9 và tháng 4. Thời gian trong ngày thay đổi chủ yếu theo kinh độ của vệ tinh và trạm thu, trong khi ngày chính xác thay đổi chủ yếu theo vĩ độ của trạm. Trạm dọc theo đường xích đạo sẽ được trải nghiệm quá cảnh mặt trời ngay tại điểm phân, vì đó là nơi mà các vệ tinh địa tĩnh được đặt trực tiếp ở phía trên.
Lưu ý rằng với các đĩa lớn, có thể làm cho loa tiếp sóng bị hỏng, điều này được ngăn chặn bởi các đĩa parabol được đặt trong một điểm kết thúc bằng phẳng (không bóng) không tập trung ánh sáng hoặc nhiệt hiệu quả. Các đĩa không phải là parabol không thể tập trung theo cách này.